# Rendez-vous (Jean-Michel-Jarre-Album)
Rendez-vous ist das neunte Musikalbum bzw. achte Konzeptalbum von Jean-Michel Jarre. Jarre nahm dies anlässlich des 150-jährigen Jubiläums der Stadt Houston und des Bundesstaates Texas sowie des 25-jährigen Jubiläums des Lyndon B. Johnson Space Centers der NASA auf.

## Besonderheit
Als Jarre 1986 zu den genannten Feierlichkeiten ein für die Zuschauer/Zuhörer kostenfreies Open-Air-Konzert ausrichten sollte, nahm er speziell für dieses Ereignis ein neues Konzeptalbum auf. Jarre griff dabei zu einem großen Teil auf bereits in der Vergangenheit geschriebene Stücke zurück. Schon 1975 sang Gérard Lenorman zu den Melodien von Rendez-Vous 2 und 3 die Lieder La Belle et la Bête und La Mort du Cygne. Vom Album Music for Supermarkets verwendete Jarre den 3. Part als Rendez-vous 5, Part 3. Besondere Aufmerksamkeit gilt dem letzten Stück des Albums Ron’s Piece. Der Astronaut Ronald McNair wollte während der Challenger-Raummission STS-51-L im All ein Stück mit dem Saxophon einspielen. Der Start der Challenger geriet am 28. Januar jedoch zur größten Katastrophe der NASA, da sie kurz nach dem Start explodierte. Jarre wollte daraufhin das für den 5. April 1986 geplante Konzert absagen, die NASA-Astronauten bewogen ihn aber es dennoch zu veranstalten.

## Titelliste
- Geschrieben und arrangiert von Jean-Michel Jarre

1. First Rendez-Vous (Premier Rendez-Vous) – 2:54
2. Second Rendez-Vous (Second Rendez-Vous) – 11:00
3. Third Rendez-Vous (Troisième Rendez-Vous) – 3:31
4. Fourth Rendez-Vous (Quatrième Rendez-Vous) – 4:02
5. Fifth Rendez-Vous (Cinquième Rendez-Vous) – 7:47
6. Last Rendez-Vous (Dernier Rendez-Vous: „Ron’s Piece“) – 6:04

## Wichtige Versionen
| Jahr | Ausgabeform | Medium | Land                    | Label                    | Katalognummer            | Bemerkung                             |
| ---- | ----------- | ------ | ----------------------- | ------------------------ | ------------------------ | ------------------------------------- |
| 1986 | Original    | LP     | Frankreich, Deutschland | Disques Dreyfus, Polydor | DLP 2005, 829 125-1      | Erstausgabe LP                        |
| 1986 | Original    | CD     | Frankreich, Deutschland | Disques Dreyfus, Polydor | DCO 2005, 829 125-2      | Erstausgabe CD SPARS Code: AAD        |
| 1991 | Remastered  | CD     | Frankreich              | Disques Dreyfus          | 826 864-2                | Serie 'Digitally Remastered'          |
| 1997 | Remastered  | CD     | Frankreich, Deutschland | Disques Dreyfus, EPIC    | FDM 36146-2, EPC 4881412 | 96 kHz/24bit technology by Scott Hull |
| 2015 | Remastered  | CD     | Europa                  | Sony Music               | 88875046362              | by Dave Dadwater                      |

## Besetzung

### Musiker
- Jean-Michel Jarre, Keyboards und elektronische Geräte
- Michel Geiss, Keyboards und elektronische Geräte
- Dominique Perrier, Keyboards
- Joe Hammer, Perkussion und Drummaschine
- David Jarre, Keyboards
- Der Chor von Radio Frankreich unter der Leitung von Sylvain Durand
- Pierre Gossez, Saxophon (für Ron McNair)

### Toningenieure
- Dennis Vanzetto, Michel Geiss, Claude Ermelin

### Keyboards und Geräte
- AKS, ARP 2600, KORG Baby Korg personal keyboard, Casio CZ 5000, E-mu Systems Drumulator, Yamaha DX 100, E-mu Systems Emulator II, Eminent 310 Unique, Fairlight CMI, Laserharfe, Roger Linn Linn 9000, Matrisequenzer, Moog Music Memory Moog, Oberheim OB-X, Roland JX 8P, Seiko DS 250, Seiko DS 320, SynthAxe, RMI, Roland TR-808